# フランソワ・アシル・バゼーヌ
フランソワ・アシル・バゼーヌ（フランス語: François Achille Bazaine, 1811年2月13日 - 1888年9月23日）は、フランス第二帝政期の軍人。勇猛且つ沈着な指揮官としてナポレオン3世の信任が厚く、二等兵から元帥へと異例の昇進を果たしたが、普仏戦争では約17万の兵と共に不名誉な降伏をなし、共和国政府から戦犯として処断された。

## 初期の経歴
彼の父ピエール・ドミニク・バゼーヌ将軍はフランス第一帝政下でエコール・ポリテクニークの地理工学者でありロシア帝国内の情報機関の司令官であった。フランソワ・アシル・バゼーヌは1811年2月13日にヴェルサイユで生まれている。彼の兄ピエール・ドミニク(父親と同名)もまたエンジニアであった。フランソワ・アシル・バゼーヌはバーダーの学校で学び、ついでサン＝ルイ (オー＝ラン県)の専門学校に通っている。

### フランス外人部隊
1830年にエコール・ポリテクニークの入試に失敗したバゼーヌは、翌年の1831年3月28日に第37戦列歩兵大隊の二等兵として登録された。早くもその年の7月8日には伍長に昇進、続けて分隊の指揮官試験に合格している。翌1832年1月13日には軍曹クラスの指揮官に昇進した。
この年、バゼーヌはフランス外人部隊に転属し11月4日には曹長に昇進、翌1833年11月2日には肩章を許された。1835年にはマクタの戦いで負傷するも、この時の戦功により少尉に昇進しレジオンドヌール勲章シュヴァリエを拝綬している。
彼と彼の所属する外人部隊師団がルイ・フィリップ国王よりスペインのマリア・クリスティーナ王妃へ援助のため師団ごと譲り渡されると、バゼーヌは直ちにスペイン外人部隊の大尉待遇として扱われ、スペイン軍のコンラッド大佐の幕僚として選抜歩兵の部隊を指揮し第一次カルリスタ戦争を戦った。この部隊において、バゼーヌはポンツ、ラーミナル、フエスカ、バルバストロの各所を転戦。特にバルバストロの戦いにおいては脚部に銃創を負いつつ、戦死したコンラッド将軍の遺体を敵の手から取り戻すなどの働きをしている。こののち、彼はフランス軍スペイン派遣外人部隊の総指揮官であるカリエ・デ・セニル大佐の下に転属している。
1838年、バゼーヌはフランスに戻り外人部隊第4軽装歩兵師団に中尉として転属した。 1839年10月20日、アルジェリアにおいて再度同師団の大尉に昇進し、 1840年には第8徒歩猟兵連隊へ移動した。この時期、彼はミラナ(フランス)に駐留し、主にカビリー(アルジェリア)やモロッコなどへ派遣されるなどした。1844年3月10日、連隊指揮官に昇任し、彼はトレムセンの外人部隊アラブ事務局長として、第58戦列歩兵連隊を指揮した。 1845年11月9日、シディ・カリファでの戦闘の功により、バゼーヌはレジオンドヌール勲章オフィシエを拝綬。翌1846年3月24日、シディ・アフィスでの戦闘に参加。12月には第5歩兵連隊を指揮し続けてアラブ方面で戦い続けた。 1848年4月11日に中佐に昇進し、第19軽歩兵連隊長に任命され、8月30日に第5歩兵連隊に戻り、トレムセンの上級司令官に就任した。 1850年6月4日、第55歩兵連隊の大佐およびオランの外人部隊事務局長に任命された。
1851年2月4日第1外人連隊長に就任し、翌月からシディ・ベル・アベスを占領統治した(1854年まで)。
この間、バゼーヌは1852年6月12日にMaria Juaria Gregorio Tormo de la Soledadと結婚している。

### クリミア戦争および第二次イタリア独立戦争
クリミア戦争中の1854年10月28日、旅団長に任じられたバゼーヌは、クリミア派遣軍において2つの連隊を率いた。1855年9月8日の連合軍のセヴァストポリ要塞への最終攻勢に際しては連合軍の最高司令官に推任され少将へと昇格、9月22日には占領したセヴァストポリの軍政司令官に任命されている。こうしてバゼーヌは44歳にしてフランス軍中現役最年少の将官となった。10月、セヴァストポリ北部に残るロシア軍にとどめの一撃を加えるため、フランスおよびイギリス混成軍を率いてドニエプル河口のキンブルン半島への奇襲上陸を果たしており、この働きは「現在、ドニエプル河口で作戦行動しているフランス軍を指揮するバゼーヌ将軍は、現代における最も華麗な軍事的達成者の一人として栄光に浴することになるだろう」と紙上で評された。この間戦傷により行賞をうけ、またキンブルン半島を3日間占領した功によりレジオンドヌール勲章コマンドゥールを拝綬している。1856年1月25日、セヴァストポリ要塞内においてイギリスの初代ゴフ子爵よりクリミア戦争中の功績に対してバス勲章を拝綬した。
フランス凱旋後にはブールジュの第19歩兵師団長に任じられた。1859年の第二次イタリア独立戦争中、バゼーヌはヒラー元帥指揮下の第一軍団所属の第3歩兵師団を率いてオーストリア軍とロンバルディアで戦った。6月8日のメレニャーノの戦いにおいては砲弾の破片により頭部を負傷している。しかしながらその怪我のまま6月24日のソルフェリーノの戦いに参加し、大腿部に銃創および乗馬を射撃され捕虜となった。これらの勇敢な戦いぶりから軍報に掲載された。

### メキシコ出兵
勇敢で忍耐強い戦い振りは、マクマオン元帥を通じてナポレオン3世の知る事となり、メキシコ出兵では1863年に遠征軍の総司令官に任命される。同年5月に要衝プエプラを占領、翌6月には同国大統領ベニート・フアレスを駆逐して首都メキシコ市に入城を果たし、バゼーヌはプエプラ占領の功により、同年9月に元帥府に列せられた。翌1864年にフランスの傀儡政権第2次メキシコ帝国が成立し、オーストリア皇弟フェルディナント・ヨーゼフ・マクシミリアン大公がメキシコ皇帝に即位したが、アメリカの援助を受けたフアレスの根強い抵抗は続き、バゼーヌは秩序の維持は困難と見て、1866年にナポレオン3世と皇帝マクシミリアンに帰国を提案した。だが、帝位に固執するマクシミリアンは提案を拒否、ナポレオン3世の再三の説得にも応じなかったため、やむなく翌1867年3月、バゼーヌはメキシコからの撤退を開始した。同年6月に皇帝はフアレスの軍に捕えられ処刑された。

## 普仏戦争
1870年7月に普仏戦争が勃発すると、バゼーヌはロレーヌ軍(五個軍団)司令官に任命される。当初バゼーヌはマクマオン元帥のアルザス軍(三個軍団)と連携してプロイセン軍に対処する計画であったが、プロイセン軍の両軍中央を突破する迅速な行軍により分断され後方連絡線を脅かされる状態に追い込まれた。
このためライン戦線で軍を再編成し、ヴェルダンを確保して同じく再編成されたマクマオン元帥のシャロン軍と再び連携しようとする。

### マルス・ラ・トゥールの戦い
プロイセン軍が猛進する一方で、13万人のフランス軍は前線で数回にわたって敗北を喫した後、メスの要塞に閉じ込められていた。シャロンにある友軍と連携するためにメスを離れようとするフランス軍の動きは、プロイセン軍のオスカー・フォン・ブルーメンタール(Oskar von Blumenthal)少佐指揮下の騎兵斥候により発見された。フランス軍の退却から4日後の8月16日、コンスタンチン・フォン・アルヴェンスレーベン(Konstantin von Alvensleben)将軍のプロイセン第2軍第III軍団3万人は、マルス・ラ・トゥール（Mars-La-Tour）東方のヴィオンヴィル(Vionville)付近でフランス軍を発見したものの、兵力ではかなり劣勢であった。
兵力は4対1であったが、第III軍団は冒険的な攻撃に打って出た。フランス軍は総崩れとなり、第III軍団はヴィオンヴィルを占領し、西へ向う退路を遮断した。メス要塞のフランス軍は退却を阻止され、血路を開くよりほかなくなった。ここに、西欧では最後となる大規模な騎兵戦を見る事となる。戦闘は直ぐに発生し、第III軍団は絶え間ない騎兵突撃を受け、兵の半数以上を失って粉砕されてしまった。一方のフランス軍も同程度の1万6千人の損害を受けたが、依然として圧倒的な数的優位に立っていた。
8月16日の時点ではフランス軍は要所のプロイセン軍の防衛を一掃して脱出できるチャンスがあった。フランス軍前衛を攻撃した2個プロイセン軍団は、これを退却中のムーズ(Meuse)のフランス軍の後衛だと考えていた。このような誤解があったものの、2個プロイセン軍団はフランス全軍を丸1日に亘って足止めした。兵力は5対1であったが、プロイセン軍の並外れた猛進が、フランス軍の優柔不断に打ち勝った。フランス軍は決定的な勝利を掴む機会を失ってしまった。

### グラヴロットの戦い
グラヴロット(Gravelotte)の戦い（またはグラヴロット、サン＝プリヴァ(Saint-Privat)の戦い）は、西へ退却しようとするライン軍が阻止されたマルス・ラ・トゥールの戦いの翌日、メスの西方約10kmの所で起こった、普仏戦争で最大の戦闘である。
ヘルムート・フォン・モルトケ元帥が率いるドイツ連合軍は、北ドイツ連邦のプロイセン第1軍と第2軍で、その兵力は210個歩兵大隊、133個騎兵大隊、重砲732門よりなる将兵188,332名であった。フランソワ・アシル・バゼーヌ元帥が率いるフランスのライン軍は、183個歩兵大隊、104個騎兵大隊、重砲520門よりなる将兵112,800名であり、南側のロゼリユ(Rozerieulles)町付近を左翼とし、北側のサン＝プリヴァ(Saint-Privat)を右翼として、高地に沿って塹壕を掘って布陣していた。
8月18日午前8時、モルトケが第1軍、第2軍にフランス軍陣地への前進を命じて戦闘が始まった。12時までに、マンシュタイン(Manstein)将軍が第25師団の砲兵と共同してアマンヴィレー(Amanvillers)村の前で戦端を開いた。フランス軍は前夜から当日早朝にかけて塹壕と射撃壕の構築に時間を費やした一方、砲兵隊とミトラィユーズ隊は伏兵とした。最終的にフランス軍はプロイセン軍の前進に気付き、進軍中のドイツ軍の集団に対して猛烈な射撃を浴びせた。戦闘の初期の経過は、シャスポー銃の有利さを生かしたフランス軍優勢に見えた。しかしながら、全鋼鉄製のクルップ製後装砲を装備したプロイセン砲兵は優れていた。

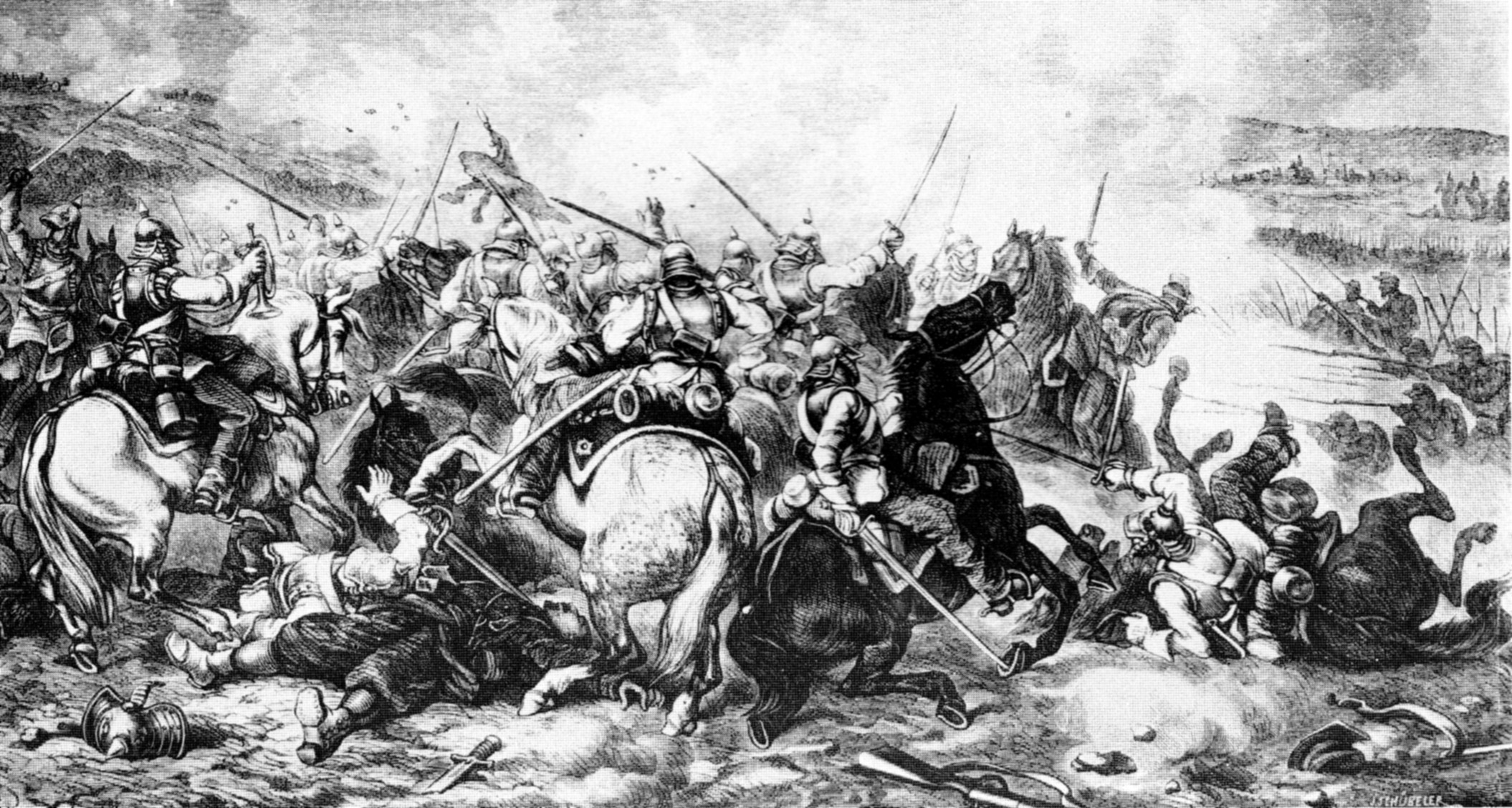
グラヴロットにおけるプロイセン軍を描いた「グラヴロットの戦い」（Juliusz Kossak画, 1871年）

14時30分までに、第1軍司令官のシュタインメッツ将軍は、マンス(Mance)渓谷を横切る形で第VIII軍団を一方的に前進させたが、フランス軍陣地からのシャスポー銃とミトラィユーズの射撃によって、プロイセン歩兵はすぐに渓谷の中で釘付けになってしまった。15時、攻撃を支援するためにドイツ軍第VII軍団、第VII軍団の大砲が砲撃を開始した。しかし、攻撃は立ち往生して危機に瀕しているため、シュタインメッツは第VII軍団に前進を命じ、更に第1騎兵師団もこれに続いた。
16時50分までに、プロイセン軍による南側での攻撃は頓挫の危機にあったため、プロイセン第2軍の第3近衛歩兵旅団が、カロンベール将軍指揮下のサン－プリヴァのフランス軍陣地に攻撃を開始した。17時15分、プロイセン第4近衛歩兵旅団が加わり、更に17時45分にはプロイセン第1近衛歩兵旅団も加わった。プロイセン近衛旅団の攻撃は全てフランス軍の射撃壕や塹壕からの猛烈な銃火によってその場に釘付けとなった。18時15分、プロイセン第1近衛歩兵師団の最後になる第2近衛歩兵旅団もサン－プリヴァ攻撃に加わることとなった。一方、シュタインメッツは第1軍予備の最後の部隊にマンス渓谷を横切る攻撃を命じた。18時30分までに、第VII軍団と第VIII軍団の相当部分が戦線離脱し、ルゾンヴィル（Rezonville）のプロイセン陣地に向けて退却した。
第1軍の敗退を受けて、フリードリヒ・カール王子は近衛師団の攻撃までも失敗することは避けるためにサン－プリヴァのカロンベールの陣地に対して大量の砲撃を命じた。19時までに第2軍第II軍団の第3師団（師団長 Eduard von Fransecky）は渓谷を横切って進撃する一方、第XII軍団は近在のランクール（Roncourt）町を掃討して、第1近衛歩兵師団の残存兵力と共に廃墟となったサン＝プリヴァに勢いのある攻撃をかけた。20時、プロイセン第II軍団の第4歩兵師団が到着し、プロイセン右翼のマンス渓谷の戦線は膠着した。この時までに、プロイセン第1近衛歩兵師団、第XII軍団、第II軍団はサン－プリヴァを占領し、敗れたフランス軍は退却を余儀なくされた。プロイセン軍は戦闘で疲労困憊しており、フランス軍はここで反撃をかけることもできた。しかしながら、Charles Denis Bourbaki将軍はフランス軍古参近衛隊の予備に攻撃を命ずる事を拒んだ。なぜなら、この時までに彼は全般的な状況をみて「敗北した」と考えていたためである。
22時までに、戦場の銃火は夜に向けて静まっていった。翌朝、フランスのライン軍は、戦闘で弱ったプロイセン軍に対して攻撃を掛けて戦闘を再開するのではなく、メスへ退却した。その後、フランス軍はメスで包囲され、2ヶ月後に投降を余儀なくされることになる。
この戦闘での損害は、特に攻撃側のプロイセン軍で甚大であった。8月18日の戦闘で、合計20,163名のドイツ兵が戦死、戦傷、行方不明となった。フランス軍の損害は7,855名戦死傷、4,420名が捕虜となり（内半数は負傷していた）、合計で12,275名であった。大部分のプロイセン兵はフランス軍のシャスポー銃により斃され、大部分のフランス兵はプロイセンのクルップ砲により斃された。損害を細かくみると、フロサールのライン軍第II軍団は損害621名であった一方、シュタインメッツ指揮下のプロイセン第1軍にPointe du Jourの前で4,300名の損害を与えていた。プロイセン近衛歩兵師団の損害はさらに驚くべき数字で、18,000名の内の8,000名を失っている。特別近衛猟兵は700名の内、将校19名、下士官兵431の損害を受けた。第2近衛歩兵旅団は将校39名、下士官兵1076名。第3近衛歩兵旅団は将校36名、下士官兵1,060名。フランス側は、サン＝プリヴァを守っていた部隊は同村内で半数以上を失っていた。

### メス攻囲戦
8月19日、メス（メッツ）要塞に後退したライン軍18万5千人（第Ⅱ軍団、第Ⅲ軍団、第Ⅳ軍団、第Ⅵ軍団、第Ⅶ軍団、帝国親衛隊、および予備騎兵）は16万8千人のプロイセン軍第1軍及び第2軍に包囲されることとなった。
メス要塞は当初7万人を3ヵ月半から5ヵ月養う程度の食糧しか備蓄しておらず、籠城軍全体に配分した場合41日分の食糧および25日分のオート麦(シリアル)しかないと見積もられていた。早期に包囲を打開しシャロン軍と合流する必要に迫られたバゼーヌは、8月31日に4万の兵をもって包囲の打開を試みるものの敗北。一方、翌9月1日にはセダンにおいてもシャロン軍12万人が敗北しナポレオン三世ともども降伏する事態となっており(セダンの戦い)、救援の望みはなくなっていた。
バゼーヌのライン軍はこのシャロン軍降伏以降、フランス最後の希望となったものの行動は消極的であった。10月7日および10月18日のそれぞれで包囲の突破を試みたもののいずれも失敗し、合わせて7,000~10,000人程度の損害を被っている。10月20日にはついに食糧庫が払底したため、輜重馬、さらには騎兵馬を合わせた2万頭の軍馬を食肉として毎日1000頭ずつ消費する状況に陥った。飢餓と疾病，これまでの度重なる敗北により要塞内において2万人ほどが野戦病院に詰めかけるような有り様であった(一方のプロイセン軍も4万人ほどが疾病であった)。10月27日、苦渋の末バゼーヌはついに17万3千の兵とともに降伏した（→メス攻囲戦）。降伏に際してプロイセン軍はその名誉のための会戦を提示したがバゼーヌは拒否している。この戦いと9月1日のセダンの戦いの敗北により、正規軍49万人のうち30万人以上を失ったフランスの敗戦は決定的となる。以後も普仏戦争は続くものの1871年1月にパリは陥落、第二帝政は崩壊した。
バゼーヌの普仏戦争中の一連の不本意な敗北に関しては、彼自身が自軍の兵備に対して大きな不安を抱いており、積極策を取る事を躊躇したことが原因の一つと言われている（彼が開戦直後友人に宛てた手紙の中に、"Nous marchons a un desastre"「我々は敗北に向って進んでいる！」という一節がある）。だが一方で、攻囲軍側の将官にバゼーヌの外人部隊時代の同僚がいたことや、バゼーヌ自身の政治的野心などから、彼がプロシア側と内通を図っていたのではないかという疑惑も根強くあり、またその意見が当時のフランス世論の大勢を占めたことで、結果的にこの行動が彼を窮地に陥らせることになった。

### 戦後処理
フランス国民のバゼーヌ元帥への憎悪は激しく、翌1872年に共和国政府によって戦犯として拘留され、翌年のトリアノン軍法会議で絞首刑の判決を受けた。だが、直後に行われた大統領選挙でマクマオンが大統領に選出されると禁固20年に減刑され、サント・マルグリート島に拘禁された。これはマクマオンがバゼーヌを亡命させるための措置と言われ、果たして翌1874年にバゼーヌは島を脱出、ジェノヴァ（イタリア）、ロンドンを経て、1875年にスペインのマドリッドに定住した。
"L'armée du Rhin depuis le 12 août jusqu'au 29 octobre 1870"（1872）、"Episodes de la guerre de 1870"（1883）の著書がある。

## 余生
1875年の夏頃、バゼーヌとその家族はスペイン王アルフォンソ12世の招きによりマドリッドに居住した。かつて外人部隊の一兵士として勇敢にカルリスタ戦争を戦ったバゼーヌの功に報いるため、王の母で元女王のイサベル2世は彼のための居所をマドリッド市内にあてがっている。その質素な部屋においてバゼーヌは普仏戦争の回想録を執筆した。
フランスに捧げた40年にもおよぶ軍務と数多の戦傷はバゼーヌの健康を蝕んでおり、マドリッドの冬は老躯に堪えるものであった。彼の妻と娘はスペインでの生活を好ましく思っておらず、程なくしてメキシコへ渡ってしまったため、バゼーヌは息子二人とともにカレ・アトチャの質素な一室にて自給自足の生活を送り、週に1本のタバコを楽しみにするほど困窮のうちに過ごした。1888年9月20日、バゼーヌはその部屋で77年の生涯を終えた。葬儀は息子二人とカンポ元帥の参列の元サン・ジュスト墓地において行われ、元妻の親類の司祭が取り仕切った。埋葬に際して軍用サーベルと肩章は棺内に安置された。バゼーヌの訃報に関してフランス各紙は「遺体は溝に投げ入れるべきだ。敗戦の記憶は永遠にフランス国民の枕に植え付けられているものだから」などといった論調でバゼーヌを中傷したが、一方のドイツ紙では丁重に扱い、バゼーヌがフランス国民に誤解されていることなどを指摘した。
マクマオン大統領の死に際してはパリの大通りを数時間にわたり渋滞させるほどの壮大な国葬がとりおこなわれ、バゼーヌと同様に外人部隊を率いていたカンロベール元帥も同じく王公のごとくして1895年に葬られるなどバゼーヌと対照的である。フランス外人部隊はこのようなフランスの国民感情などに左右されることなく今なおバゼーヌを崇敬の対象としている。外人部隊にはマクマオンやカンロベールの遺品はほとんどない。一方バゼーヌについては、ケピ、レゾンヴィッレとグラヴィレットの各戦いで使用された彼の傷んだハーネスの小片、そして敵の手からバゼーヌ自ら奪い返したコンラッド大佐の十字架などが展示されている。フランス外人部隊はバゼーヌの勇敢さに敬意を表し、複数の連隊が彼にちなんで命名されている。

## 曖昧さ回避
- Jean Bazaine ([生]1904.12.21. パリ[没]2001.3.4. パリ近郊クラマール)

フランスの画家。初め彫刻を学んだが，1924年絵画に転じた。 1941年「フランス伝統青年画家」結成の中心メンバーとなり，キュビスムとフォービスムの様式の結合を目指した。 1945年以降，非具象的な作風を示し，アッシの聖堂のステンドグラス，オダンクール聖堂やパリの国際連合教育科学文化機関 UNESCO本部のモザイク壁画を制作した(コトバンク > ブリタニカ国際大百科事典 小項目事典 > バゼーヌとは)。